# Hersilia Ramos de Argote
Hersilia Ramos de Argote (Aguadulce, provincia de Coclé, república de Panamá, 7 de abril de 1910 - 6 de marzo de 1991) Fue una destacada educadora y poetisa panameña, autora de gran cantidad de poemas, cuentos y dramatizaciones para niños, así como poemas líricos e himnos para un gran número de escuelas primarias, colegios secundarios e instituciones nacionales; es muy conocida en diversos lugares de América Latina.

## Biografía
Hersilia Ramos de Argote nace en el distrito de Aguadulce, provincia de Coclé, donde realiza sus estudios primarios. Luego se traslada a la Ciudad de Panamá para cursar estudios secundarios en la Escuela Normal de Institutoras y después se gradúa como profesora de español en la Universidad de Panamá.  De igual manera cursa estudios de literatura, métrica y declamación en el Conservatorio Nacional con el profesor Enrique Ruiz Vernacci.
Desde los 15 años trabajó como maestra y directora en escuelas primarias del interior del istmo panameño. Posteriormente es trasladada a la capital de Panamá y en 1933 se casa con el profesor Benigno Tomás Argote, educador, fundador de la Federación de Estudiantes de Panamá en 1943, con quien tendría cuatro hijos y de quien enviudara en 1953.
Participó en seminarios para la preparación de material didáctico de lectura para la enseñanza primaria en Panamá y Perú entre 1958 y 1960, para luego ejercer como directora del Departamento de Textos Escolares del Ministerio de Educación, en donde laboró hasta su jubilación.
Fallece un mes antes de su cumpleaños, en el 6 de marzo de 1991 a la edad de 80 años.
Hersilia Ramos de Argote fue una destacada educadora y poetisa panameña, autora de gran cantidad de poemas, cuentos y dramatizaciones para niños, así como poemas líricos e himnos para un gran número de escuelas primarias, colegios secundarios e instituciones nacionales; es muy conocida en diversos lugares de América Latina.

## Obras
- 1950. Alma y Mundo, Premio Ricardo Miró en el género de poesía.
- 1950. Versos para Niños y Por los Caminos de un Apostolado. Editora Panamá América, Panamá.
- 1956. Libro de Poemas Tregua. Mención Honorífica en el Premio Ricardo Miró. Imprenta Nacional, Panamá.
- 1959. Alegría para Niños. Poemas Infantiles. Departamento de Bellas Artes del Ministerio de Educación, Imprenta Nacional, Panamá.
- 1959.  El Sapo y La Rana. Cuento especialmente escrito con control de vocabulario para la enseñanza de la lectura en el primer grado. Ministerio de Educación, Panamá.
- 1959. Poema Flor del Espíritu Santo.  Ministerio de Educación.
- 1961. Buenos Días. Libro Primero de Lectura Básica con su respectivo cuaderno de Trabajo. Ministerio de Educación.
- 1961.  Vamos a Jugar. Libro Primero de Lectura Básica con su respectivo cuaderno de Trabajo. Ministerio de Educación.
- 1962. Poesías y Canciones de la Infancia. En colaboración con Zoraida Brandao. Imprenta Nacional, Panamá.
- 1967. Símbolos de la Patria. Ministerio de Educación.
- 1967.  Panamérica Viva. Ministerio de Educación.
- 1980.  Antología de Poemas para Niños y Adolescentes. Litho-Impresora Panamá, S.A.

Además de esta publicaciones, la profesora Ramos de Argote compuso poesías dedicadas a la patria, a las madres, a la naturaleza, entre otros.
Curiosamente escribió poesías para los niños enfocadas a las partes del cuerpo y su aseo personal: Mis manitas, mis deditos, con un cepillo, dame un cepillo, mi cepillo de dientes, para asear mi boca, el baño.
Entre sus poesías patrióticas destacan: Mi bandera tricolor, bandera mía, tres de noviembre, a mi patria, la inmensa ronda, Panamá, Un patriota quiero ser, Mi patria, Panamá, Patria, Canto a la ciudad de Panamá, mi bandera, los colores de la bandera, Patria mía, bandera panameña, los colores del pabellón.
Escribió poesías a la madre: a mi mamá, madrecita, en el día de las madres, a mi madre.
También destaca por haber compuesto más de una veintena de himnos para escuelas primarias y colegios secundarios, tales como el Instituto Fermin Naudeau, Instituto América, Instituto Justo Arosemena, Colegio José A. Remón Cantera, Escuela José Agustín Arango, Escuela María De la Ossa de Amador, Escuela Amelia Denis de Icaza y muchas más.

## Reconocimientos
- En 1959 gana la Medalla de Oro Flor del Espíritu Santo por su poema a la flor nacional panameña del mismo nombre.[1]

- En 2008 el Instituto Nacional de Cultura (INAC) designa al Centro de Estudios Superiores de Bellas Artes y Folclore de Aguadulce con el nombre de Centro de Estudios Superiores de Bellas Artes y Folclore de Aguadulce Hersilia Ramos de Argote.

- En 2010 la Universidad Tecnológica de Panamá (UTP) convoca el Premio Nacional de Literatura Infantil Hersilia Ramos de Argote: "con el propósito de celebrar la vida y obra de la maestra y poetisa de Aguadulce" en el marco del centenario de su natalicio.[4]